# Archedota
Archedota is een geslacht van zeekomkommers uit de familie Chiridotidae.

## Soorten
- Archedota lapidea O'Loughlin, 2007